# Berta von Boll
Berta von Boll (* um 1089; † um 1142 in Boll) war Gräfin von Elchingen.
Ihre Herkunft ist unklar. Sie soll eine Tochter von Herzog Friedrich I. von Schwaben gewesen sein und wäre dann eine Tante von Kaiser Friedrich Barbarossa gewesen. Diese von Heinz Bühler konstruierte staufische Abstammung ist jedoch spekulativ und wird von der neueren Forschung nicht mehr vertreten.
Berta war in erster Ehe mit Adalbert von Ravenstein, Graf von Elchingen († um 1121) vermählt. Vor 1120 sollen die beiden das Kloster Elchingen gestiftet haben, das im Tal in der Nähe der Donau lag. Ihre Tochter Liutgard von Ravenstein (* um 1104; † um 1145), Gräfin von Elchingen, eines der zwölf Kinder aus dieser Ehe, heiratete den Markgrafen Konrad von Wettin. Aus dem Hause der Wettiner gingen später Herzöge, Kurfürsten und Könige von Sachsen hervor.
In zweiter Ehe war Berta mit dem vor 1138 verstorbenen Graf Heinrich II. von Berg (bei Schelklingen) verheiratet. Als Witwe soll sie auf eine heute nicht mehr bestehende Burg Landseer, auch Burg Landsöhr oder Bertaburg genannt, auf dem 739 Meter hohen nördlichen Sporn des Kornbergs, zwei Kilometer südöstlich von Bad Boll, gezogen sein.
Berta soll die 1155 urkundlich erwähnte Propstei als Chorherrenstift in Boll gegründet und dem Bistum Konstanz vermacht haben und später in der Stiftskirche St. Cyriakus begraben worden sein. Weiterhin soll sie das Bertamahl gestiftet haben, eine jährliche Mehl- und Brotgabe von etwa zwanzig Kilogramm für jede Boller Familie, weshalb sie bis ins 16. Jahrhundert in Boll als Heilige verehrt wurde.

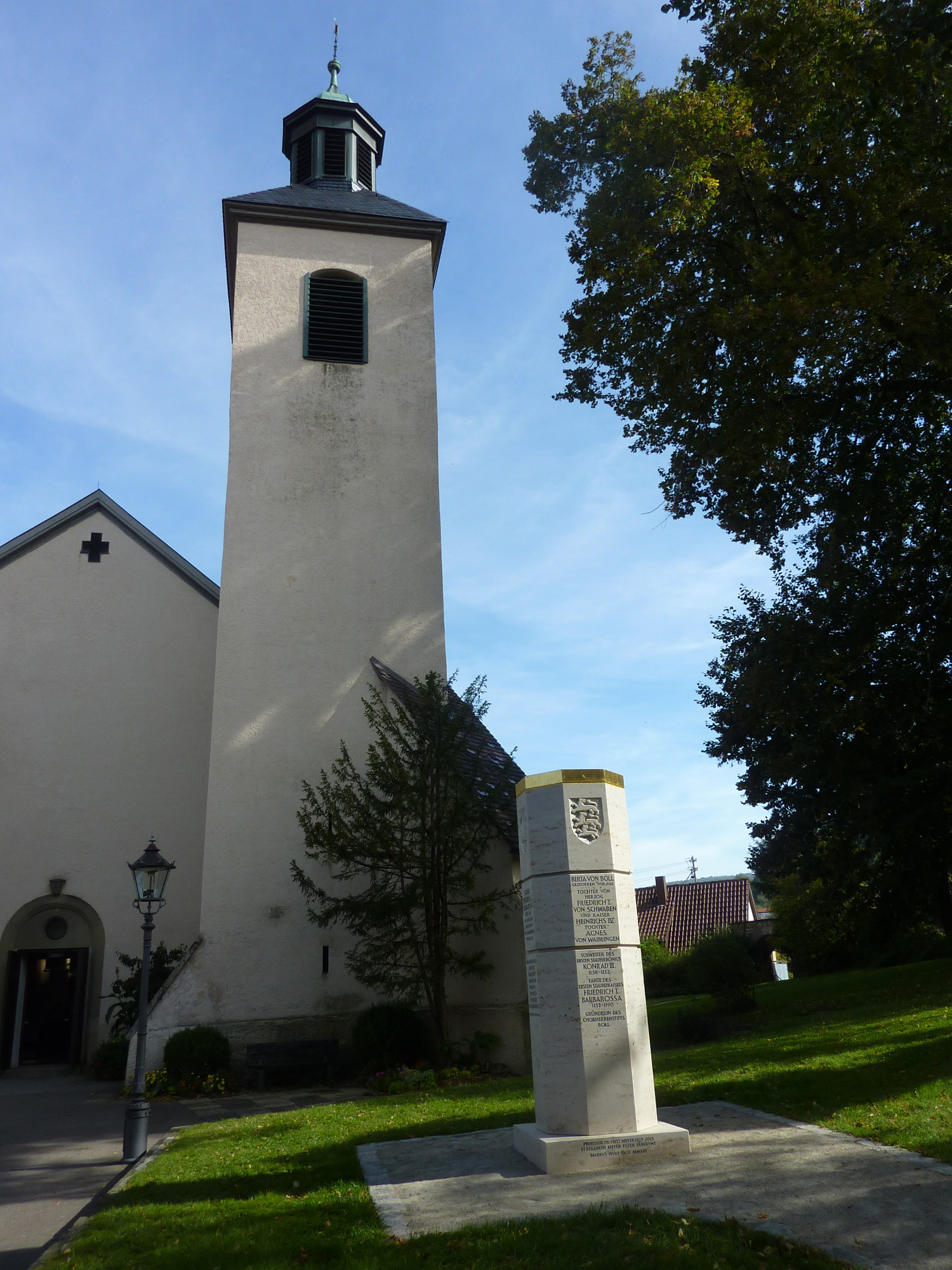
Stauferstele in Bad Boll (2013)

2005 wurde man in Bad Boll anlässlich des 850. Jubiläums der ersten Nennung des Ortes in einer Urkunde von Kaiser Friedrich Barbarossa sensibilisiert für dessen vermeintliche Tante Berta von Boll. Im selben Jahr wurde das Theaterstück Frau Berta auf dem Bollen von Claus Anshof aufgeführt und seit 2010 wird der 3. Oktober in Bad Boll als Berta-Tag gefeiert. 2010 hat der Boller Bildhauer Alois Wild eine Berta-Säule geschaffen, die seither jedes Jahr am Berta-Tag beim Rathaus aufgestellt wird. Am 3. Oktober 2013 wurde vor der Stiftskirche St. Cyriakus in Bad Boll eine Stauferstele zur Erinnerung an Berta von Boll enthüllt.